# 마이링겐 알프바흐역
마이링겐 알프바흐역(독일어: Bahnhof Meiringen Alpbach)은 스위스 베른주에 있는 마이링겐 지자체에 있는 기차역이다. 1,000mm 표준궤 마이링겐-이너트키르헨 철도(MIB)의 마이링겐-이너트키르헨선 노선에 위치한다. 이 역은 알프바흐강에 인접해 있으며, 마이링겐에서  아레강으로 흘러들어간다.

## 운행편
2020년 12월 운행시간표 변경에 따라 다음 서비스가 마이링겐 알프바흐에서 정차한다.
- 레기오: 마이링겐과 인너트키르헨 MIB 사이를 30분 간격으로 운행한다.